# زلونیتسه
زلونیتسه (به لاتین: Zlonice) یک منطقهٔ مسکونی در جمهوری چک است که در شهرستان کلادنو واقع شده‌است. زلونیتسه ۲٬۲۹۹ نفر جمعیت دارد.